# Одоранн Сансский
Одоранн Сансский (фр. Odorannus de Sens, лат. Odorannus Senonensis; 985 — между 1045 и 1046) — средневековый французский хронист, архитектор, ювелир, музыкальный теоретик и экзегет, монах-бенедиктинец из аббатства Сен-Пьер-ле-Виф в Сансе. Автор латинской «Хроники» (лат. Chronicon), излагающей историю Сансского архиепископства, и других сочинений.

## Жизнь и труды
Около 1000 года, в юном возрасте, принял постриг в бенедиктинском аббатстве Сен-Пьер-ле-Виф в Сансе, где получил образование под руководством аббата Райнарда (979—1015). В 1023 году, вступив в конфликт с братией, на время покинул монастырь, осев в аббатстве Сен-Дени, где, по-видимому, познакомился с его обширной библиотекой. 
Вернувшись в родную обитель, получил известность в качестве архитектора и мастера-ювелира. В 1031 году по поручению короля Роберта Благочестивого изготовил драгоценный реликварий, в который помещены были мощи основателей Сансской епархии мучеников Савиниана и Потенциана (III в. н. э.), в 847 году перенесённые в монастырскую соборную церковь, но в середине X столетия спрятанные в подземном склепе из-за венгерских набегов.
Из многочисленных трудов Одоранна наибольшее значение имеют житие Теодехильды, полулегендарной дочери короля Австразии Теодориха I (VI в.), которой он приписывал основание монастыря Сен-Пьер-ле-Виф, и «Хроника» (лат. Opera omnia), завершённая около 1045 года и охватывающая период с 675 по 1032 год. В основу первой её части до 1015 года, более краткой, положены главным образом «Анналы Святой Колумбы» (лат. Annales Sanctae Colombae) и «Сансская история франков» (лат. Historia Francorum Senonensis), вторая, более развёрнутая часть написана на основе устных источников и личных воспоминаний автора.
Автографическая рукопись хроники хранится в собрании королевы Кристины Ватиканской апостольской библиотеки (MS lat 577). Впервые хроника была напечатана в 1594 году в Париже историком и правоведом Пьером Питу в сборнике «Annallium et historiae Francorum scriptores coaetanei». Научное издание её подготовил в 1843 году в Риме учёный кардинал-филолог Анджело Май, включив в 9-й том «Spicilegium Romanum». Без изменений оно переиздано было аббатом Жаком Полем Минем в Париже в «Patrologia Latina».
В хронике Одоранна впервые появляется легенда о том, что последний король из династии Каролингов, умирая, передал власть Гуго Капету: «В 982 году умер юный король Людовик Ленивый, отдав королевство герцогу Гугону, который в том же году был сделан франками королём; и в том же году Роберт, сын его, благочестивейший из королей, был назначен в короли. Так закончилась династия Карла Великого».

## Публикации
- Odorannus de Sens. Opera omnia. Textes édités, traduits et annotés par Robert-Henri Bautier, Monique Gilles, Marie-Elisabeth Duchez et Michel Huglo. — Paris: Centre National de la Recherche Scientifique, 1972. — pp. 84—115.